# Běstvina
Běstvina ist eine Gemeinde am Fuß der Železné hory (deutsch Eisengebirge) im Okres Chrudim in Tschechien. Sie gehört zur Mikroregion Železné hory. Ein Viertel des Geländes besteht aus Wäldern.

## Ortsteile
Spačice – Pařížov – Vestec – Rostejn – Zbohov – Drhotín.

## Geschichte

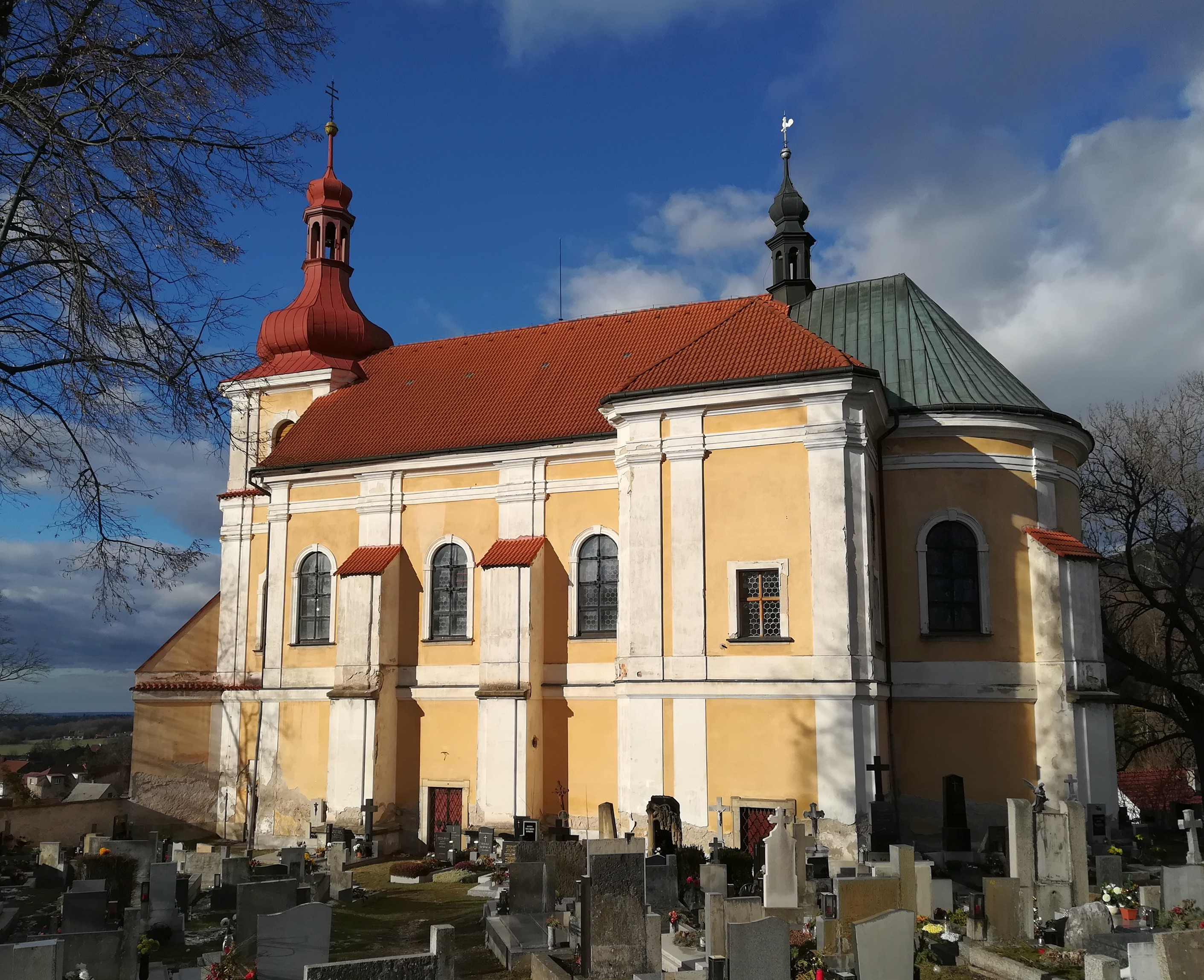
Pfarrkirche Johannes der Täufer

Erstmals schriftlich erwähnt wurde Běstvina im Jahre 1137 in den Annalen des Vyšehrader Domherrn Cosmas von Prag. Die Gründung ist eng verbunden mit dem historischen Handelsweg „Liběcká stezka“, der an den Goldenen Steig anschloss.

## Sehenswürdigkeiten
- Barocke Pfarrkirche Johannes des Täufers, die 1726 durch Umbau der gotischen Kapelle von 1137 errichtet wurde.
- Unter der Kirche befindet sich die Běstvina-krypta, die zum Schutzgebiet Natura 2000 gehört.
- Schloss Běstvina im Stil des Barock aus dem 17. Jahrhundert. Bis 1945 gehörte es den Herren von Herzogenberg.
- Talsperre Pařížov (1908) am Fluss Doubrava.